# Federico Plummer
Federico Plummer (10 de abril de 1929–4 de abril de 2004) fue un ex boxeador profesional de peso ligero de Panamá.

## Carrera Profesional
Federico Plummer Nació el 10 de abril de 1929 hizo su debut profesional, con un nocaut en el sexto asalto sobre su compatriota Sam Langford el 23 de mayo de 1947. Plummer ganó sus primeras seis peleas antes de perder ante Mike Ross en abril de 1948. Sus primeros 30 combates tuvieron lugar en su natal Panamá; obtuvo un récord de 26-2-1 (1 sin competencia) en su primera pelea en el extranjero, una derrota ante Redtop Davis el 10 de diciembre de 1951. Plummer nunca peleó con tanta frecuencia como algunos boxeadores latinos, y hacia el final de su carrera peleó incluso menos, incluidas sólo tres peleas en 1956 y 1958, y sólo una vez en 1957 y 1959. El último partido de Plummer fue una victoria por decisión contra Kid Centella en Managua el 8 de septiembre de 1959. Se retiró con un récord de 42 victorias (21 por nocaut) y 10 derrotas, con 2 empates. Plummer era originario de Panamá y residente en Miami, Florida. Era conocido por su velocidad, agilidad y técnica, que le ayudaron a triunfar en el ring. Plummer fue una inspiración para muchos aspirantes a boxeadores en Panamá y su legado aún sigue vivo en la comunidad del boxeo.

## Fallecimiento
Falleció el 4 de abril de 2004.

## Récord Profesional
| '42 Ganadas (21 knockouts), 11 Derrotas (4 knockouts),2 Empates',1 Sin Resultados |             |                        |      |              |            |                                                      |                                      |
| Res.                                                                              | Récord      | Oponente               | Tipo | Round Tiempo | Fecha      | Lugar                                                | Notas                                |
| P                                                                                 | 42-11-2-(1) | Tony Huerta            | PTS  | 10 (10)      | 1959-11-24 | Managua, Nicaragua                                   |                                      |
| G                                                                                 | 42-10-2-(1) | Kid Centella           | UD   | 10 (10)      | 1959-09-08 | Managua, Nicaragua                                   |                                      |
| P                                                                                 | 41-10-2-(1) | Horacio Otis           | KO   | 13 (15)      | 1958-11-02 | Gimnasio Nacional, Ciudad de Panamá, Panamá          | Por el título Ligero CBPP            |
| P                                                                                 | 41-9-2-(1)  | Ike Vaughn             | PTS  | 10 (10)      | 1958-10-05 | Arena de Colón, Colón, Panamá                        |                                      |
| G                                                                                 | 41-8-2-(1)  | Horacio Otis           | KO   | 9 (10)       | 1958-04-20 | Gimnasio Nacional, Ciudad de Panamá, Panamá          |                                      |
| G                                                                                 | 40-8-2-(1)  | Carlos Ortiz           | KO   | 3 (10)       | 1957-01-27 | Arena de Colón, Colón, Panamá                        |                                      |
| G                                                                                 | 39-8-2-(1)  | César Orta             | PTS  | 10 (10)      | 1956-11-21 | Caracas, Venezuela                                   |                                      |
| P                                                                                 | 38-8-2-(1)  | Billy Lynch            | KO   | 2 (10)       | 1956-10-16 | Foot Guard Hall, Hartford, Estados Unidos            |                                      |
| G                                                                                 | 38-7-2-(1)  | George Collins         | TKO  | 6 (10)       | 1956-08-28 | Saratoga Springs, Estados Unidos                     |                                      |
| G                                                                                 | 37-7-2-(1)  | José Edwin             | UD   | 10 (10)      | 1955-10-09 | Gimnasio Nacional, Ciudad de Panamá, Panamá          |                                      |
| P                                                                                 | 36-7-2-(1)  | Wilfredo Brown         | PTS  | 15 (15)      | 1955-07-03 | Gimnasio Nacional, Ciudad de Panamá, Panamá          | Por el título Ligero CBPP            |
| P                                                                                 | 36-6-2-(1)  | Rufino Sardinas        | PTS  | 10 (10)      | 1955-04-17 | Arena de Colón, Colón, Panamá                        |                                      |
| G                                                                                 | 36-5-2-(1)  | José Edwin             | KO   | 6 (10)       | 1955-03-13 | Arena de Colón, Colón, Panamá                        |                                      |
| G                                                                                 | 35-5-2-(1)  | César Orta             | PTS  | 10 (10)      | 1954-11-21 | Caracas, Venezuela                                   |                                      |
| P                                                                                 | 34-5-2-(1)  | Joe Brown              | TKO  | 9 (10)       | 1954-06-20 | Arena de Colón, Colón, Panamá                        |                                      |
| G                                                                                 | 34-4-2-(1)  | Charley Riley          | PTS  | 10 (10)      | 1955-03-21 | Arena de Colón, Colón, Panamá                        |                                      |
| G                                                                                 | 33-4-2-(1)  | Julio César            | KO   | 2 (10)       | 1953-10-17 | Gimnasio Escolar, David, Panamá                      |                                      |
| G                                                                                 | 32-4-2-(1)  | Rodolfo Gonzales       | UD   | 10 (10)      | 1953-09-20 | Arena de Colón, Colón, Panamá                        |                                      |
| G                                                                                 | 31-4-2-(1)  | Luis Samuels           | PTS  | 10 (10)      | 1953-08-30 | Gimnasio Nacional, Ciudad de Panamá, Panamá          |                                      |
| G                                                                                 | 30-4-2-(1)  | Harry Smith            | PTS  | 10 (10)      | 1953-07-04 | Plaza de Toros La Macarena, Ciudad de Panamá, Panamá |                                      |
| G                                                                                 | 29-4-2-(1)  | Tránsito Kid           | KO   | 3 (10)       | 1953-02-01 | Gimnasio Nacional, Ciudad de Panamá, Panamá          |                                      |
| E                                                                                 | 28-4-2-(1)  | Percy Bassett          | PTS  | 10 (10)      | 1952-08-24 | Arena de Colón, Colón, Panamá                        |                                      |
| G                                                                                 | 28-4-1-(1)  | Harry LaSane           | TKO  | 6 (10)       | 1952-06-15 | Arena de Colón, Colón, Panamá                        |                                      |
| G                                                                                 | 27-4-1-(1)  | Ciro Moracén           | PTS  | 12 (12)      | 1952-04-20 | Ciudad de Panamá, Panamá                             | Gana el título Centroamericano Pluma |
| P                                                                                 | 26-4-1-(1)  | Teddy Davis            | SD   | 10 (10)      | 1952-02-17 | Estadio Olímpico, Ciudad de Panamá, Panamá           |                                      |
| P                                                                                 | 26-3-1-(1)  | Teddy Davis            | UD   | 8 (8)        | 1951-12-10 | St. Nicholas Arena, New York, Estados Unidos         |                                      |
| G                                                                                 | 26-2-1-(1)  | Baby Allen             | KO   | 1 (10)       | 1951-10-21 | Gimnasio Nacional, Ciudad de Panamá, Panamá          |                                      |
| G                                                                                 | 25-2-1-(1)  | Eddie Burgin           | PTS  | 10 (10)      | 1951-08-26 | Arena de Colón, Colón, Panamá                        |                                      |
| G                                                                                 | 24-2-1-(1)  | Jesús Compos           | PTS  | 10 (10)      | 1951-06-17 | Arena de Colón, Colón, Panamá                        |                                      |
| G                                                                                 | 23-2-1-(1)  | Francisco Colón García | PTS  | 10 (10)      | 1951-05-20 | Estadio Olímpico, Ciudad de Panamá, Panamá           |                                      |
| G                                                                                 | 22-2-1-(1)  | Kid Evans              | KO   | 5 (15)       | 1951-04-29 | Estadio Olímpico, Ciudad de Panamá, Panamá           | Gana el título Pluma CBPP            |
| G                                                                                 | 21-2-1-(1)  | Miguel Acevedo         | PTS  | 10 (10)      | 1951-03-18 | Estadio Olímpico, Ciudad de Panamá, Panamá           |                                      |
| G                                                                                 | 20-2-1-(1)  | Kid Allen              | KO   | 6 (10)       | 1951-02-25 | Gimnasio Nacional, Ciudad de Panamá, Panamá          |                                      |
| P                                                                                 | 19-2-1-(1)  | Stanley McKay          | KO   | 13 (15)      | 1950-09-03 | Arena de Colón, Colón, Panamá                        | Por el título Pluma CBPP             |
| G                                                                                 | 19-1-1-(1)  | Honey Boy Williams     | TKO  | 7 (10)       | 1950-07-16 | Arena de Colón, Colón, Panamá                        |                                      |
| G                                                                                 | 18-1-1-(1)  | Kid Chocolate II       | KO   | 11 (15)      | 1950-06-18 | Arena de Colón, Colón, Panamá                        |                                      |
| G                                                                                 | 17-1-1-(1)  | Kid Chocolate II       | UD   | 10 (10)      | 1950-04-23 | Arena de Colón, Colón, Panamá                        |                                      |
| G                                                                                 | 16-1-1-(1)  | Stanley McKay          | PTS  | 10 (10)      | 1950-01-15 | Estadio Olímpico, Ciudad de Panamá, Panamá           |                                      |
| G                                                                                 | 15-1-1-(1)  | Stanley McKay          | PTS  | 10 (10)      | 1949-11-13 | Arena de Colón, Colón, Panamá                        |                                      |
| G                                                                                 | 14-1-1-(1)  | Kid Allen              | PTS  | 6 (6)        | 1949-10-09 | Arena de Colón, Colón, Panamá                        |                                      |
| G                                                                                 | 13-1-1-(1)  | Lupe Pancho            | PTS  | 6 (6)        | 1949-09-18 | Arena de Colón, Colón, Panamá                        |                                      |
| SR                                                                                | 12-1-1-(1)  | Kid Allen              | NC   | ? (6)        | 1949-07-17 | Arena de Colón, Colón, Panamá                        |                                      |
| G                                                                                 | 12-1-1      | Baby Dixon             | TKO  | 5 (6)        | 1949-06-19 | Arena de Colón, Colón, Panamá                        |                                      |
| G                                                                                 | 11-1-1      | Baby Green             | KO   | 4 (6)        | 1949-05-22 | Estadio Olímpico, Ciudad de Panamá, Panamá           |                                      |
| E                                                                                 | 10-1-1      | Sylvestre Wallace      | PTS  | 6 (6)        | 1949-03-27 | Arena de Colón, Colón, Panamá                        |                                      |
| G                                                                                 | 10-1        | Víctor Ardines         | TKO  | 5 (6)        | 1948-11-28 | Gimnasio Nacional, Ciudad de Panamá, Panamá          |                                      |
| G                                                                                 | 9-1         | Víctor Ardines         | KO   | 4 (6)        | 1948-09-26 | Arena de Colón, Colón, Panamá                        |                                      |
| G                                                                                 | 8-1         | Joe Legón II           | KO   | 3 (6)        | 1948-09-12 | Arena de Colón, Colón, Panamá                        |                                      |
| G                                                                                 | 7-1         | Young Yellow           | PTS  | 6 (6)        | 1948-08-15 | Arena de Colón, Colón, Panamá                        |                                      |
| P                                                                                 | 6-1         | Mike Ross              | DQ   | 5 (8)        | 1948-04-11 | Arena de Colón, Colón, Panamá                        |                                      |
| G                                                                                 | 6-0         | Tránsito Kid           | KO   | 4 (6)        | 1948-01-25 | Arena de Colón, Colón, Panamá                        |                                      |
| G                                                                                 | 5-0         | Goyo Castañedas        | KO   | 1 (6)        | 1947-11-09 | Arena de Colón, Colón, Panamá                        |                                      |
| G                                                                                 | 4-0         | Conny Ferguson         | PTS  | 6 (6)        | 1947-09-14 | Arena de Colón, Colón, Panamá                        |                                      |
| G                                                                                 | 3-0         | Conny Ferguson         | PTS  | 6 (6)        | 1947-08-17 | Arena de Colón, Colón, Panamá                        |                                      |
| G                                                                                 | 2-0         | Baby Austin            | KO   | 3 (6)        | 1947-07-13 | Estadio Olímpico, Ciudad de Panamá, Panamá           |                                      |
| G                                                                                 | 1-0         | Sam Langford           | KO   | 6 (6)        | 1947-05-23 | Arena de Colón, Colón, Panamá                        |                                      |